# Roland Schwarz (zapaśnik)
Roland Schwarz (ur. 14 sierpnia 1996) – niemiecki zapaśnik walczący w stylu klasycznym. Brązowy medalista mistrzostw świata w 2021. Wicemistrz Europy w 2019; trzeci w 2023; piąty w 2018. Trzeci w indywidualnym Pucharze Świata w 2020. Brązowy medalista MŚ wojskowych w 2025 roku.
Trzeci na mistrzostwach Niemiec w 2017, 2018 i 2022 roku. Z pochodzenia jest Czeczenem.